# Trakehner
Der Trakehner ist in der Pferdezucht eine deutsche Reitpferderasse. Nach Angaben des Trakehner-Verbands ist es die älteste Reitpferderasse Deutschlands. Trakehner sind vor allem im Vielseitigkeitssport erfolgreich. Auch im Dressursport werden sie immer beliebter. Benannt ist die Rasse nach dem Hauptgestüt Trakehnen nahe der Ortschaft Trakehnen im historischen Ostpreußen. Seit 2022 ist die Trakehner-Zucht Immaterielles Kulturerbe der UNESCO.
Hintergrundinformationen zur Pferdebewertung und -zucht finden sich unter: Exterieur, Interieur und Pferdezucht.

## Exterieur

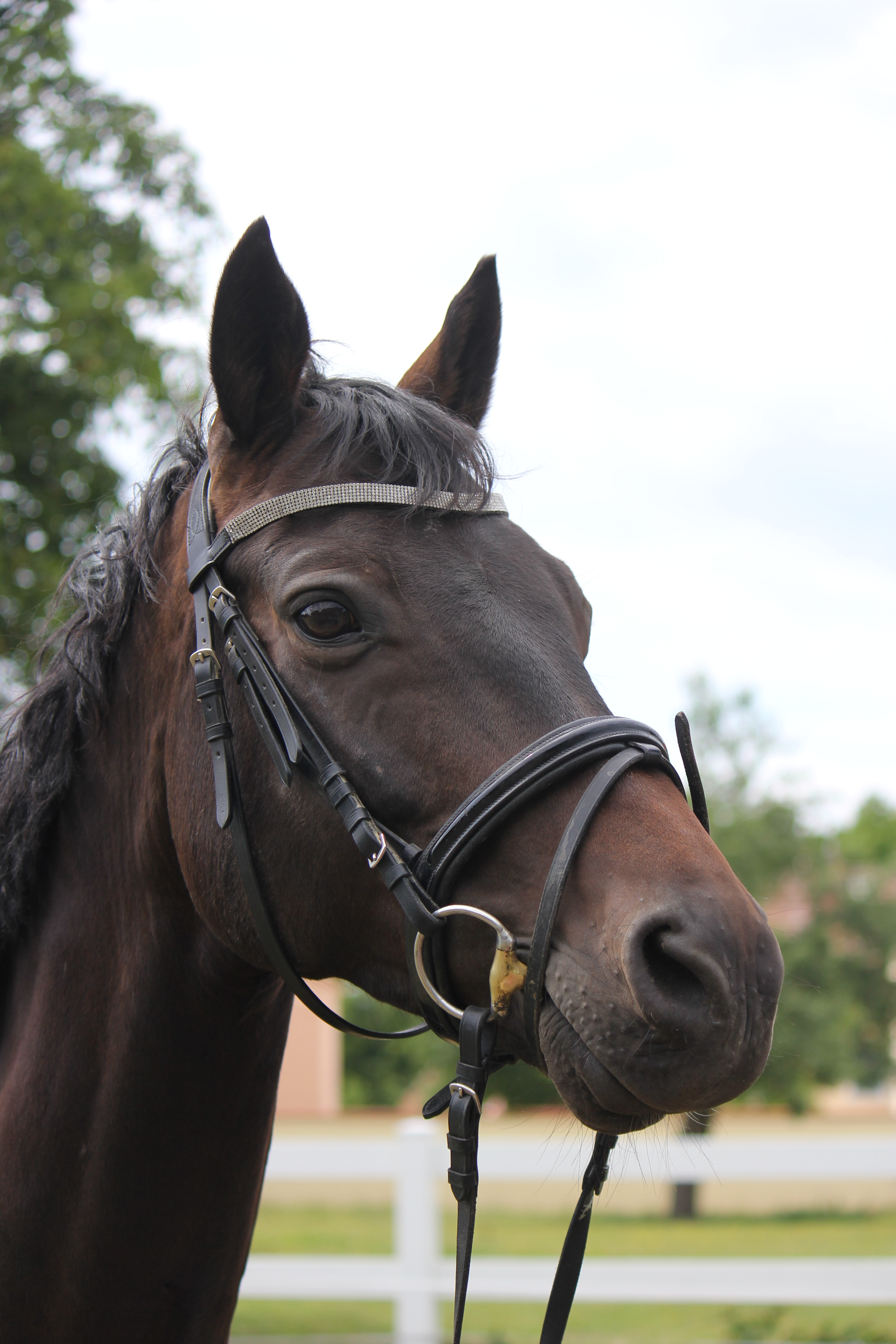
Der Kopf eines Trakehners ist edel, da reinblütig gezüchtet wird.

Der Trakehner gilt als edle Warmblutrasse, da reinblütig gezüchtet wird; das heißt, es dürfen außer Trakehnern nur Englische (xx) und Arabische Vollblüter (ox), Shagya-Araber und Anglo-Araber eingekreuzt werden. Er kommt dem Ideal des modernen Reitpferdes (gerades oder arabisiertes Profil – langer, eleganter Hals – schräge Schulter – ausgeprägter Widerrist – mittellang – rundrippig – lange, schräge und gut bemuskelte Kruppe) sehr nahe.

## Eignung
Der Trakehner eignet sich für alle Arten des Reitsports. Seine besonderen Stärken liegen beim Vielseitigkeitsreiten und dem Distanzreiten. In den letzten Jahrzehnten werden auch Trakehner gezielt auf Eignung als Dressurpferd gezüchtet.
In keiner anderen Reitdisziplin findet man prozentual so viele Trakehner wie in der Vielseitigkeit. Im reinen Springreiten und im Fahrsport gibt es eine geringere Zahl spezialisierter Zuchtställe. Fahrprüfungen waren bis mindestens zum Ende des Zweiten Weltkrieges Teil der Stutenleistungsprüfung, so dass viele Trakehner hierfür immer noch gut geeignet sind. Beim Westernreiten werden Trakehner eher selten eingesetzt. 
Im Charakter gilt der Trakehner als leistungsbereit, intelligent und menschenbezogen.

## Bezeichnung Trakehner vs. Ostpreußisches Warmblut
Die korrekte Bezeichnung der Rasse ist abhängig vom Geburtsort des jeweiligen Pferdes. So wurden Pferde, die im Hauptgestüt Trakehnen geboren wurden, als Trakehner bezeichnet. Diese Pferde erhielten als Brandzeichen die einfache Elchschaufel auf der rechten Hinterhand. Pferde derselben Rasse, die außerhalb des Hauptgestüts Trakehnen geboren wurden, bezeichnet man als Ostpreußisches Warmblut Trakehner Abstammung (umgangssprachlich Ostpreuße). Als Brandzeichen verwendet man hierfür die doppelte Elchschaufel auf der linken Hinterhand. Da seit Oktober 1944 in Trakehnen nicht mehr gezüchtet wird, gibt es streng genommen auch keine Trakehner mehr, sondern nur noch das Ostpreußische Warmblut Trakehner Abstammung. Gleichwohl hat sich die ehemals umgangssprachliche Bezeichnung Trakehner eingebürgert.

## Zuchtgeschichte

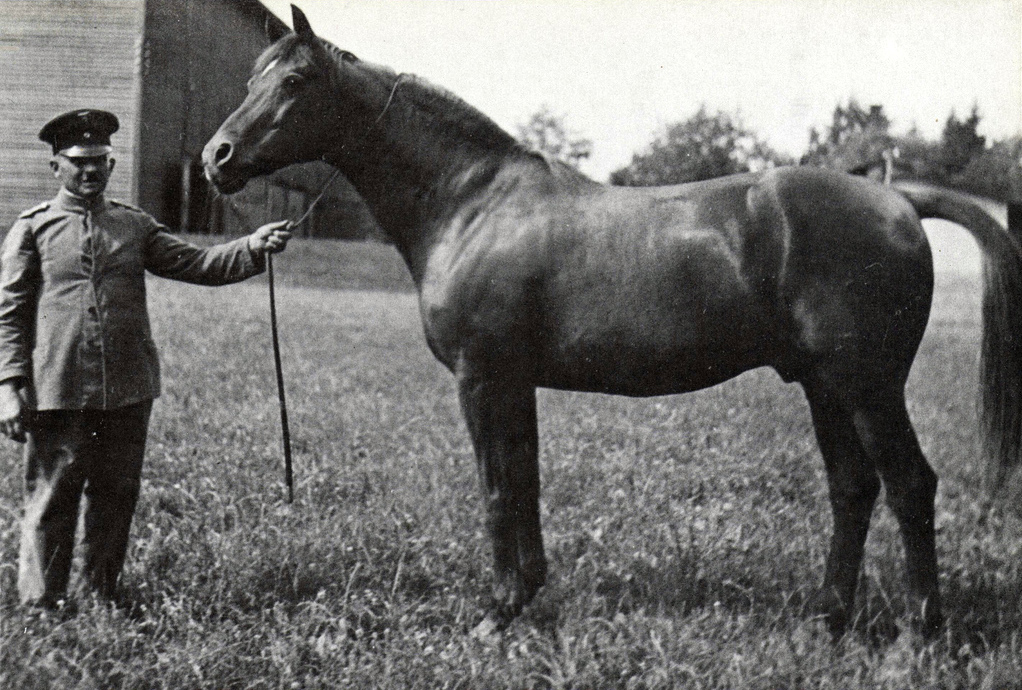
Trakehner-Pferd im Jahr 1927

Trakehner stammen ursprünglich aus Trakehnen (Ostpreußen). Die Anfänge der Zucht gehen zurück bis ins 13. Jahrhundert, in die Zeit des Deutschritterordens. Die Deutschordensritter züchteten damals auf Grundlage des Schweikenponys Militärpferde (prußisch sweykis: Pflugpferd). 1732 gründete der König in Preußen Friedrich Wilhelm das königliche Trakehner Stutamt.
Bei seiner letzten Inspektionsreise durch Ostpreußen im August 1739 schenkte König Friedrich Wilhelm das Gestüt seinem Sohn, dem Kronprinzen Friedrich. Friedrich, der im Jahr darauf König Friedrich II. wurde, schrieb damals an seine Frau Elisabeth Christine: „Der König war sehr freigiebig und schenkte mir das Gestüt (Trakehnen), das sehr prächtigen Gewinn abwirft. Das ist ein sehr schönes Geschenk und erweist mir die größte Gunst der Welt.“
Die siebenendige Elchschaufel wird seit 1787 als Brandzeichen verwendet.

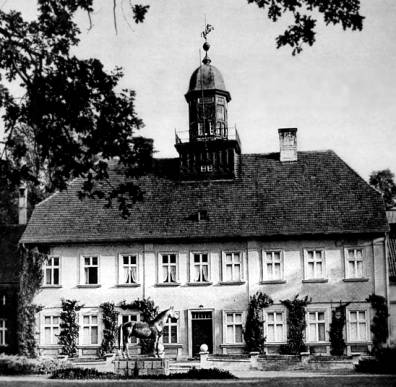
Landstallmeisterhaus Gestüt Trakehnen

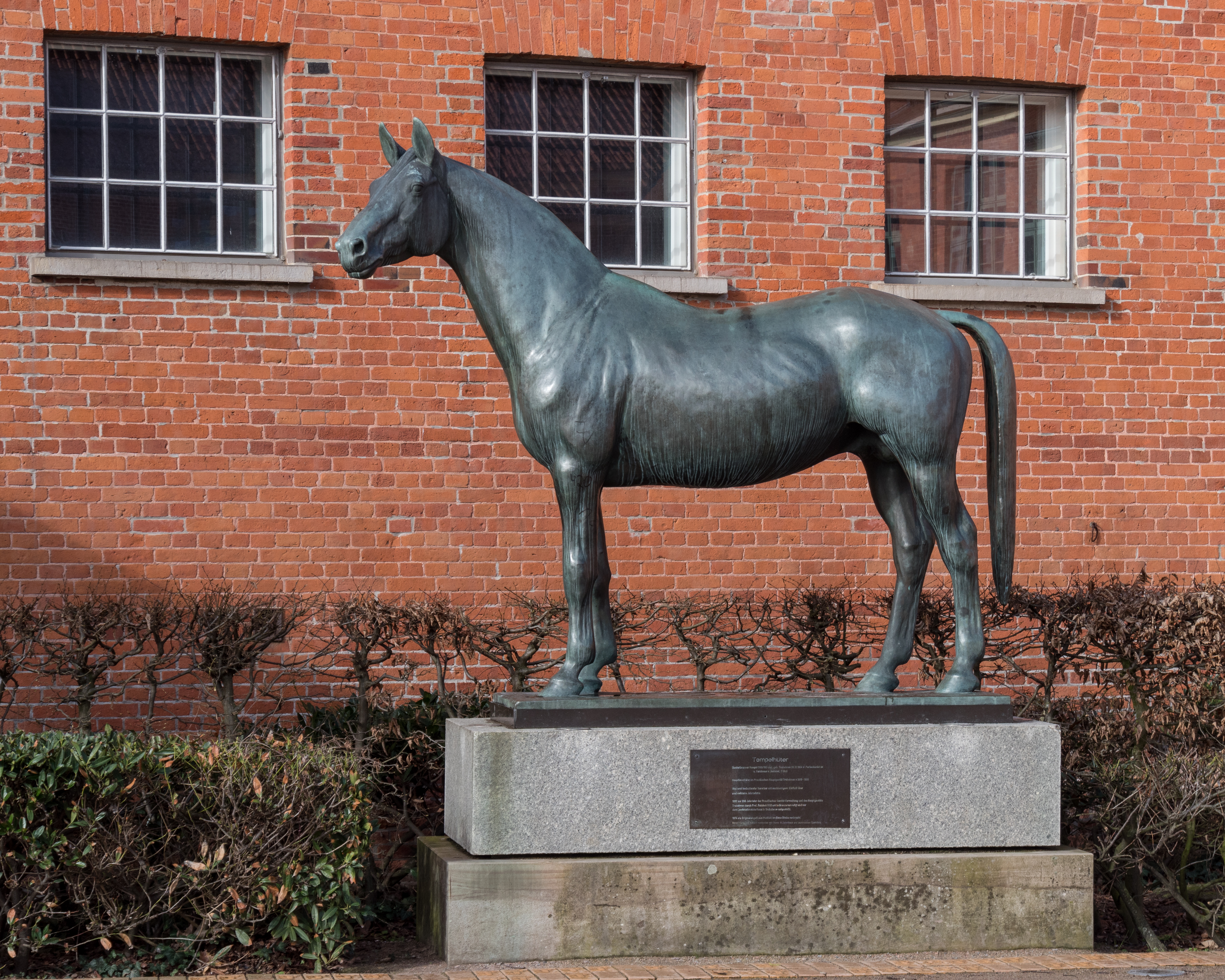
Trakehnerhengst „Tempelhüter“ vor dem Deutschen Pferdemuseum in Verden (Aller)

Das Gestüt wurde zur wichtigsten Quelle für Preußens Hengste und erwarb schnell den Ruf, elegante und ausdauernde Kutschpferde zu züchten. Ende des 18. Jahrhunderts bereits hatte sich der Schwerpunkt wieder auf die Zucht von Militärpferden verschoben. Basis dieses Erfolgs waren die Einführung von Leistungstests und die genaue Dokumentation des Stammbaums durch den damaligen Kgl. preußischen Oberlandstallmeister und Gestütsleiter von Trakehnen Burchard von Oettingen. Zur Blütezeit des Gestüts umfasste sein Gelände fast 140 Quadratkilometer Weideland. Im 19. Jahrhundert wurden zur Veredelung der Rasse Araber und englische Vollblüter eingesetzt. Das führte dazu, dass Anfang des 20. Jahrhunderts der Trakehner einen etwa 50-prozentigen Vollblutanteil hatte.
Die Zucht in Ostpreußen brach 1945 mit dem Ende des Zweiten Weltkrieges vollständig zusammen. Lediglich ein kleiner Bestandteil der ostpreußischen Pferde – 575 Stuten und 45 Hengste aus Privatzuchten – erreichte mit Flüchtlingstrecks nach monatelanger Flucht das Gebiet der späteren westlichen Besatzungszonen. Der Bestand des Hauptgestütes Trakehnen wurde in das Remonteamt Perlin und in die preußischen Hauptgestüte Neustadt/Dosse und Graditz evakuiert. Ein überwiegender Teil dieser Pferde gelangte später als Reparation in die Sowjetunion. Seit 1945 wird die Trakehnerzucht in allen deutschen Bundesländern sowie weltweit betrieben. Siegfried Freiherr von Schrötter (1895–1974) erwarb sich nach 1945 Verdienste beim Wiederaufbau der Trakehner-Gestüte in Deutschland. Die in den verbliebenen westlichen Teilen Deutschlands fortgesetzte Zucht konnte aber mangels Masse erst spät die ursprüngliche Qualität wieder erreichen. Der Trakehner ist aber nach dem Krieg zur Veredlung wohl aller deutschen Warmblutzuchten herangezogen worden und hat somit bis heute wesentlichen Anteil an der Entstehung des im internationalen Turniersport dominierenden modernen Typs des Deutschen Reitpferdes. Durch seinen traditionell hohen Vollblutanteil gilt er als charakterstark und ausdauernd. Seine Domänen sind besonders die Dressur und die Vielseitigkeit. Mit einigen bei der Flucht zurückgelassenen Pferden wurde auch in Russland am Don, bei Kaluga und in der Oblast Kaliningrad eine neue Trakehnerzucht begonnen. Aber auch weltweit haben die Trakehner neue Zuchtgebiete gefunden, besonders in Skandinavien, den Benelux-Staaten und Nordamerika.
Schecken und stichelhaarige Trakehner sind selten.